# فلش گوردون (مجموعه)
فلش گوردون (مجموعه) (به انگلیسی: Flash Gordon (serial)) فیلمی ۲۴۵ دقیقه‌ای به کارگردانی فردریک اشتفانی با بازی باستر کرب محصول کشور ایالات متحده آمریکا است.